# Vlag van Jammu en Kasjmir

Vlag van Jammu en Kasjmir
(1952-2019)

De vlag van de voormalige Indiase deelstaat Jammu en Kasjmir bestaat uit een rood veld met daarop drie verticale witte banen aan de hijszijde en een afbeelding van een ploeg aan de rechterzijde.
De rode kleur staat voor de arbeid, de witte banen symboliseren de drie districten van de deelstaat en de ploeg staat voor de landbouw.
Jammu en Kasjmir was de enige Indiase deelstaat met een eigen officiële vlag, hoewel er in andere deelstaten wel niet-officiële vlaggen in gebruik zijn. In 2019 werd de deelstaat echter opgesplitst, waarmee ook de vlag kwam te vervallen.

Vlag van de maharadja van Jammu en Kasjmir (1846-1936)
Vlag van Jammu en Kasjmir (1936-1952)
Vlag van Jammu en Kasjmir (1952-2019)

## Huidig gebruik

Regeringsvaandel van Jammu en Kasjmir sinds 2019

De regering van het huidige unieterritorium Jammu en Kasjmir kan worden vertegenwoordigd door een spandoek met het embleem van het unieterritorium op een witte achtergrond.